# Донецьквугілля
«Донецьквугілля» — виробниче об'єднання з видобутку вугілля в Україні, створене у грудні 1996 р. рішенням Міністерства вугільної промисловості України у результаті роз'єднання колишнього виробничого об'єднання «Донецьквугілля» (яке було створене у 1938 році як комбінат «Сталінвугілля») на державну холдингову компанію «Донвугілля» і виробниче об'єднання «Донецьквугілля».
До складу об'єднання входять 22 підприємства. Всі — державної форми власності. Загальна чисельність трудящих за станом на 01.04.99 — 12240 чол., у тому числі на шахтах 8750 чол., на підземних роботах зайнято 6350 чол. 660 працівників на шахтах мають вищу технічну освіту.
Шахти:
- Шахта Куйбишівська
- Шахта ім.Горького
- Шахта Лідіївка
- Шахтоуправління «Червона зірка» (на стадії ліквідації). Адреса: 83031, м. Донецьк, вул. Розкішна, 1.
- Шахта № 9 Капітальна (на стадії ліквідації). Адреса: 83031, м. Донецьк.
- Шахта Петрівська.

Крім шахт до складу об'єднання входять 3 управління житлово-комунального господарства, 3 ремонтно-будівельні управління, підприємство «Тепломережа» та інші підприємства виробничої і соціальної сфери.
Виробнича потужність по видобутку вугілля в цілому по об'єднанню становить 1140 тис.т на рік, в тому числі по шахтах (2000): «Лідіївка» — 300 тис.т; «Куйбишевська» — 240 тис.т; ім. М.Горького — 300 тис.т; ш/у «Червона Зірка» — 300 тис.т. Залишок промислових запасів на шахтах становить 75631 тис.т, що вистачає на їх відпрацюваннявугільних пластів протягом більше 60 років.
За 1998 рік видобуток вугілля становив 1027282 т, з них 70 % коксівного і 30 % енергетичного.
Загальний фактичний видобуток вугілля у 2003 р. — 5585046 т. В роботі знаходяться 3 прохідницькі комбайни, річне проведення гірни-чих виробок становить понад 10 км, 2 шахти — надкатегорійні по виділенню газу метану, 2 — небезпечні за раптовими викидами вугілля та газу. Два очисних вибої оснащені механізованим кріпленням. Середня глибина ведення гірничих робіт — 599 м.
Шахти об'єднання мають 4 бази відпочинку на Чорному та Азовському морях на 1125 місць, де за літо відпочиває 8450 трудящих об'єднання. В дитячому оздоровчому таборі влітку набираються здоров'я 900 дітей шахтарів.
Адреса: 340050, м.Донецьк, вул. Університетська, 20.

### Начальники комбінату «Донбасвугілля»
- 1936–1937 — Бажанов Василь Михайлович
- 1937–1937 — Саркісов Саркіс Артемович
- 1937–1938 — Фесенко Іван Олександрович

### Генеральні директори (начальники комбінату) «Сталінвугілля» - «Донецьквугілля» з 1938 року
- 1938–1938 — Касауров Микола Данилович
- 1938–1939 — Ізотов Микита Олексійович
- 1939–1941 — Засядько Олександр Федорович
- 1943–1945 — Засядько Олександр Федорович
- 1945–1946 — Задемидко Олександр Миколайович
- 1946–1947 — Зайцев Микола Олександрович
- 1947–1950 — Заблодський Григорій Петрович
- 1950–1954 — Поченков Кіндрат Іванович
- 1954–1955 — Нирцев Михайло Петрович
- 1955–1961 — Красозов Іван Павлович
- 1961–196. — Рудченко Василь Павлович
- 196.2–196.3 — Гапоненко Федір Тимофійович
- 196.–1965 — Чебанов Василь Іванович
- 1965–1974 — Тарадайко Всеволод Семенович
- 1974–1978 — Воронін Василь Олексійович
- 1978–1982 — Сургай Микола Сафонович
- 1982–1986 — Фісун Олександр Петрович
- 1986–1996 — Ільюшенко Валентин Григорович
- 2003– —     Захаров Валерій Сергійович